# Nazionale femminile di rugby a 15 della Spagna
La nazionale di rugby a 15 femminile della Spagna (in spagnolo Selección femenina de rugby de España) è la selezione di rugby a 15 femminile che rappresenta la Spagna in ambito internazionale.
Attiva dal 1989, opera sotto la giurisdizione della Federación Española de Rugby ed è la selezione internazionale più vincente del rugby del suo Paese: partecipa fin dalla sua prima edizione ufficiale al campionato europeo, competizione vinta complessivamente dieci volte, tre delle quali valide come titolo continentale.
È anche campione d'Europa in carica avendo vinto le due più recenti edizioni di tale torneo nel 2022 e nel 2023.
Tra il 2000 e il 2006 prese parte anche a sette edizioni del Sei Nazioni femminile, venendone poi esclusa quando il suo comitato organizzatore, per uniformità con il torneo maschile, la rimpiazzò con la nazionale femminile dell'Italia dal 2007.
Ha preso, inoltre, parte a 5 edizioni ufficiali della Coppa del Mondo femminile riportando come miglior piazzamento il settimo posto nell'edizione del 2002.
Il suo commissario tecnico è José Antonio Barrio; le giocatrici sono note anche con il soprannome di Leonas («leonesse»).
Benché non esista uno stadio nazionale formalmente sancito, molti degli incontri, al pari di quelli della selezione maschile, si tengono allo stadio dell'Università Complutense di Madrid.
Al 2 dicembre 2024 la squadra occupa la 13ª posizione del ranking World Rugby.

## Storia
Il rugby a 15 entrò in Spagna, portato alla Coruña dagli inglesi, prima della Grande Guerra, ed esistono resoconti che già nel 1913 anche le studentesse madrilene lo praticassero benché di nascosto e tra le mura delle proprie istituzioni scolastiche essendo tale disciplina proibita alle donne.
Anche a Barcellona le ragazze catalane iniziarono a giocare nel recinto sicuro delle proprie università, anche se non fu prima del 1983 che la federazione regionale della Catalogna riconobbe l'affiliazione anche ai club femminili ivi sorti.
Nel corso degli anni ottanta, in Spagna come nel resto d'Europa continentale, l'interesse femminile per il rugby trovò nuova linfa e nel 1989 una selezione spagnola, benché non ufficiale, scese in campo per la prima partita della storia del rugby femminile internazionale del Paese: fu una sconfitta contro la Francia (che aveva tenuto quattro anni prima a battesimo l'Italia) per 0-28 ma, già due anni dopo, la Spagna fu invitata alla prima Coppa del Mondo (ufficiosa fino al suo riconoscimento nel 2009 da parte dell'IRB) in cui ottenne il suo migliore risultato, il sesto posto finale.
Nel 1995, tuttavia, si aggiudicò il titolo di campione d'Europa nella prima edizione del torneo europeo per nazioni sotto l'egida della FIRA, tenutosi a Treviso in Italia.
Il salto di qualità per le rugbiste spagnole avvenne con l'invito a far parte dal 2000 del Cinque Nazioni, all'epoca composto dalle quattro Home Union britanniche più la Francia; l'uscita dell'Irlanda aveva lasciato un posto libero che fu occupato dalla Spagna.
L'incontro di debutto fu una sconfitta 7-31 a Banbury contro l'Inghilterra ma, già nella sua prima edizione, la Spagna giunse terza con due vittorie, battendo Scozia e Galles nelle sue gare interne; parimenti giunse terza in altre due occasioni con il ritorno della formula a sei squadre dopo il rientro dell'Irlanda nella competizione ma, alla fine del 2006, con l'ingresso di Royal Bank of Scotland come sponsor del torneo, questi impose che tutte le categorie (maschile e femminile seniores e Under-20) rappresentassero le stesse federazioni per ragioni commerciali, e quindi dal 2007 le iberiche furono rimpiazzate dall'Italia causando le proteste della federazione spagnola che argomentò, invano, che i risultati della propria squadra nel torneo e il saldo positivo contro la stessa Italia non giustificassero una tale repentina rimozione.
Anche fuori dal Sei Nazioni, comunque, la Spagna riuscì a ritagliarsi un ruolo continentale di primo piano, vincendo dieci trofei europei FIRA-AER (e, successivamente, Rugby Europe) nel 1995, 2003, 2010, 2013, 2016 , 2018 2019, 2020, 2022 e 2023; nell'edizione della Coppa del Mondo più recente cui la Spagna prese parte, quella del 2017, batté nella fase a gironi l'Italia, già eliminata quattro anni prima dalla corsa all'edizione 2014 della rassegna mondiale; tuttavia nella finale per il nono posto fu proprio l'Italia a battere le spagnole 20-15.
A marzo 2018 la Spagna è decima nel ranking femminile World Rugby, dietro cinque delle sei squadre del Sei Nazioni (nell'ordine Inghilterra, Francia, Italia, Irlanda e Galles) e davanti alla Scozia.

## Colori e simboli delle uniformi
Come la sua controparte maschile, e come gran parte delle conterranee selezioni nazionali di altri sport, le rugbiste spagnole vestono prevalentemente di rosso: la maglia e i calzettoni sono di tale colore, mentre invece i pantaloncini sono di colore blu; la seconda tenuta alla stagione 2017-18 differisce solo nel colore della maglietta, che è gialla.
Essendo il simbolo della Federazione spagnola un leone, le giocatrici assunsero il nome di leonas (spagnolo per «leonesse»).
Proprio lo stemma federale compare a sinistra sulle maglie all'altezza del petto, con la dicitura in maiuscolo «ESPAÑA RUGBY» su due righe proprio sotto il pittogramma.

## Statistiche

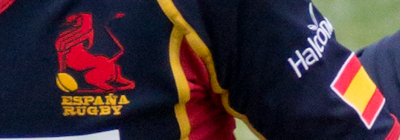
Logo, qui sulla seconda maglia nel 2013

A tutta la stagione sportiva 2017-18, la giocatrice con il maggior numero di presenze internazionali è Aroa González (1979-): González debuttò in nazionale il 2 aprile 1997 a 17 anni e, dopo un primo ritiro nel 2014, accettò di tornare a giocare per le qualificazioni alla Coppa del Mondo di rugby femminile 2017: disputò tutti gli incontri in tale torneo e terminò la sua carriera internazionale il 26 agosto 2017 dopo 20 anni e 5 mesi dall'esordio, con 74 partite.
Dopo González seguono a pari merito con 64 punti Inés Etxegibel (1974-), che in seguito fu anche C.T. della formazione, e Rocío García (1981-).
La vittoria più netta della storia della selezione femminile spagnola fu durante il Trofeo FIRA 2011 alla Coruña, 119-0 sulla Finlandia frutto di 19 mete, 12 delle quali trasformate.
La sconfitta peggiore giunse invece a Madrid durante il Sei Nazioni 2006, l'ultimo cui la Spagna prese parte: l'Inghilterra si impose per 86-3 con 14 mete di cui 8 trasformate.

## Palmarès
- Campionati europei: 10 (record)
1995, 2003, 2010, 2013,  2016, 2018, 2019, 2020, 2022, 2023